# Амадей I (король Испании)
Амаде́й I (исп. Amadeo I, известный как Амадей (Амедео) Саво́йский, итал. Amedeo, 30 мая 1845—18 января 1890) — король Испании с 1870 по 1873. Потомок  двух детей Филиппа II Испанского: Каталины Микаэлы по отцу и Филиппа III по матери.

## Происхождение
Член итальянского королевского дома (второй сын короля Виктора Эммануила II и брат Умберто I). В Италии носил титул герцога д’Аоста. Вступив в армию в чине капитана в 1859 году, он принял участие в Третьей войне за независимость в 1866 году в звании генерал-майора, возглавив бригаду до Монте-Кроче в битве при Кустоцце, где был ранен и заслужил золотую медаль.

## Кандидатура на греческий престол
В 1862 году, после свержения в Греции в результате восстания правящего короля Оттона I (из рода Виттельсбахов), греки провели в конце года плебисцит по выбору нового монарха. Бюллетеней с кандидатами не было, поэтому любой подданный Греции мог предложить свою кандидатуру или вид правления в стране. Результаты были обнародованы в феврале 1863 года.
Среди тех, кого вписали греки, был и Амадей I, он занял десятое место и набрал менее 0,01 процента голосов. Однако, в соответствии с решением Лондонской конференции 1832 года, представители российского, британского и французского царствующих домов не могли занимать греческий трон. Они все были выше Амадея, но от Амадея также последовал отказ.

## Царствование в Испании
Амадей I — единственный представитель Савойской династии, правивший в Испании. Избран на престол Кортесами 16 ноября 1870 года после продолжительного междуцарствия, в ходе которого испанское руководство искало за границей кандидатуру нового короля. 30 декабря 1870 года высадился в Картахене и 2 января 1871 года прибыв в Мадрид, принёс присягу Конституции. В феврале 1873 года Амадей, столкнувшись с социальным кризисом и началом второй карлистской войны, отрёкся от престола, и была провозглашена эфемерная Испанская республика 1873—1874, после чего престол вернулся к Бурбонам в лице Альфонса XII.

## Семья и потомство
В 1867 году женился на пьемонтской аристократке Марии Виттории даль Поццо (1847—1876), в этом браке родились трое сыновей:
- Эммануил Филиберт (1869—1931), 2-й герцог д’Аоста;
- Виктор Эммануил (1870—1946), граф Туринский;
- Луиджи Амедео (1873—1933), герцог Абруццо, известный путешественник.

В 1888 году он женился второй раз на своей племяннице Марии Летиции Бонапарт (1866—1926; внучке экс-короля Жерома Вестфальского), у них был один сын Умберто (1889—1918), граф Салеми, умерший во время Первой мировой войны.
Внук Амадея, герцог Сполето Аймоне, в 1941 году был провозглашён королём усташистской Хорватии под именем Томислава II (в своих владениях он так и не побывал).

## Наименования в его честь
В честь Амадея I названо озеро Амадиес в Австралии.